# Język barapasi
Język barapasi (a. baropasi) – język papuaski używany w prowincji Papua w Indonezji, przez społeczność etniczną Barapasi. Według danych z 1995 r. ma 2500 użytkowników.
Jego użytkownicy zamieszkują wieś Barapasi oraz tereny na zachód od tej miejscowości (dystrykt Waropen Atas, kabupaten Waropen). Ethnologue wyróżnia dialekty: sipisi, marikai. Posługują się także językiem indonezyjskim.